# Marija Čolpa
Marija Čolpa je magistar dramaturgije, dramski pisac i scenarista.

## Biografija
Rođena 31. januara 1970. godine u Kotoru. Studirala dramaturgiju na Akademiji umetnosti u Beogradu 2002-2005 u klasi prof. Siniše Kovačevića. potom na Fakultetu dramskih umjetnosti na Cetinju i završila Stepen Bachelor (BA) 2011. i stepen specijaliste (Spec.Art.) 2012. dramaturgije u klasi prof. Stevana Koprivice. Završila je master studije dramaturgije na Univerzitetu za audio vizuelna umetnost Evropska Filmska Akademija ESRA Pariz – Skopje -Njujork, kod mentora prof. Jordana Plevneša.

## Drame
- Plan B (pozorišna drama) 2003.
- Teutina maska (pozorišna drama) 2004.
- Žižula I Čičak, povrćna bajka sa voćnim završetkom (lutkarski igrokaz) 2010.
- Lov na vepra (pozorišna drama) 2011.
- Rade Tomov (libretto za operetu – koautor sa Bosiljkom Pušić) 2013.
- Ljubi da prođe (melodrama) 2012.
- Omnibus za parove (dramski igrokaz) 2012.
- Fljora (zatvorski ženski komad - drama) 2013.

## Scenarija
- Tre sorelle (scenario za film) 2002.
- Maškare (TV serija) 2003.
- Tre sorelle (scenario za film) 2005.
- Persijsko ogledalo (TV serija od sedam epizoda) 2005.
- Prva dama Zelenike (scenario za film) 2009.
- Lov na vepra (scenario za film – koscenarista sa Ružicom Vasić) 2012.
- Podmorje Crne Gore - Potopljeni brodovi (TV serija od dvanaest epizoda u HD-u) 2012.

## Knjige
- Bokeška kužina (Matica crnogorska i Nezavisni nedjeljnik Monitor, Podgorica) 2008.
- Ćakule od kužine (Matica crnogorska, Podgorica) 2009.
- Plan B, drame: Plan B i Teutina maska i scenarija: Maškare i Tre sorelle (Hercegnovsko pozorište, Herceg Novi) 2011.
- Ljubičasti kuvar (SO Plav) 2012.
- Priče iz herbarijuma (Matica crnogorska, Podgorica) 2014.
- Recepti za ljubav (Komuna, Podgorica) 2014.

## Eseji
- Tri eseja Ženske priče (Časopis za društvena pitanja nauku i kulturu, Matica crnogorska, Podgorica) 2010.
- Eros u mojoj drami (u knjizi Estetika erotskog teatra prof. dr Radoslav Lazić, Beograd) 2013.

## Kolumne
- Od 2007 piše kolumne za Nezavisni nedjeljnik Monitor, Podgorica,Crna Gora.

## Blog
- Od 2011. i osnivanja portala Vijesti Online, najčitanijeg internetskog i informativnog portala u Crnoj Gori ima svoj blog.

## Novinarstvo
- Od 2005. Radi kao stalni dopisnik Nezavisnog nedjeljnika Monitor, Podgorica, Crna Gora kao istraživački novinar. Do sada je objavila preko dvije stotine radova i istraživanja u ovom sektoru.
- Od 2012. je saradnica časopisa za kulturni turizam Renome, Podgorica.

## Elektronski časopisi
- U regionalnom elektronskom časopisu za kulturu i medije Mediantrop iz Beograda član je redakcije i urednica za Crnu Goru.

## Pozorište
- Predstava Plan B, igrala je 40 puta u Crnoj Gori i regionu Balkana od 2009. do 2014.
- U Prizrenu, Kosovo, 2012, u okviru projekta OSCE-a Udarila temelje bošnjačke pozorišne drame sa adaptiranim igrokazom »Omnibus za parove-Plan B«.
- Rade Tomov (libretto za operetu – koautor sa Bosiljkom Pušić 2013. OŠ Njegoš, Beograd.

## NVO Sektor
- Sekretar je Matice crnogorske, Ogranak Herceg Novi, Crna Gora.
- Jedan je od osnivača i član Upravnog odbora respektabilne crnogorske NVO Turistički forum Budva, Crna Gora
- Član je NVO Anima centar za žensko i mirovno obrazovanje – Kotor, Crna Gora.

## Nagrade
- Predstava Plan B - Marije Čolpe, produkcije hercegnovskog pozorišta osvojila je tri glavne nadrade na MEFEMM Istočno Sarajevo 2013. Međunarodni festival malih scena i monorame na svoj 18. rođendan, hercegnovskom Plan B dodijelio je prvu nagradu za najbolju predstavu, nagradu za najbolju glumicu pripala je glumici Juliji Milačić za lik Žane, i za najboljeg glumca ovog festivala glumcu Dušanu Kovačeviću za tumačenje lika Genija.
- Na međunarodnom festivalu malih scena – Nove evropske teatarske tendencije u Vrači u Bugarskoj Hercegnovsko pozorište je dobilo tri glumačke nagrade u predstavi PLAN B. Zaslužili su ih: Julija Milačić, Dušan Kovačević i Žužana Varga. Predstava je urađena prema tekstu Marije Čolpe, a u režiji Slobodana Milatovića.Odluku je donio žiri u kome su radili pozorišni stvaraoci Eleonora Makarova iz Rusije, Todor Kuzmanov i Goce Ristevski iz Makedonije, Simon Grabovac iz Srbije i Veselina Gloeva iz Bugarske. U obrazloženju je navedeno da se nagrada dodjeljuje za ekspresivnu i predanu glumačku igru.    Radio Jadran Prenosi

## Spoljašne veze
- Info-Ks